# IC 976
IC 976 est une galaxie lenticulaire située dans la constellation de la Vierge. Sa vitesse par rapport au fond diffus cosmologique est de 1 790 ± 24 km/s, ce qui correspond à une distance de Hubble de 26,4 ± 1,9 Mpc (∼86,1 millions d'al). Cette galaxie a été découverte par l'astronome américain Lewis Swift en 1888.

## Groupe de NGC 5506
IC 976 fait partie du groupe de NGC 5506, la galaxie la plus brillante de ce groupe. Ce groupe de galaxies compte au moins cinq membres. Les quatre autres galaxies du groupe sont NGC 5496, NGC 5506, NGC 5507 et UGC 9057.
A. M. Garcia mentionne aussi ce groupe avec exactement les mêmes galaxies, mais il le désigne sous le nom de groupe de NGC 5496 contrairement à un certain usage, car cette dernière n'est pas la plus brillante du groupe.
Le groupe de NGC 5506 fait partie de l'amas de la Vierge III, un des amas galactique du superamas de la Vierge.